# Thiacidas postica
Thiacidas postica är en fjärilsart som beskrevs av Walker 1855. Thiacidas postica ingår i släktet Thiacidas och familjen nattflyn. Inga underarter finns listade i Catalogue of Life.